# Chilostoma zebiana
Chilostoma zebiana is een slakkensoort uit de familie van de Helicidae. De wetenschappelijke naam van de soort is voor het eerst geldig gepubliceerd in 1907 door Sturany.